# Reina Mercedes (1892)
El Reina Mercedes fue un crucero desprotegido español de la clase Reina Cristina que permaneció activo en la Armada Española desde 1892 hasta 1898, y posteriormente, en la Armada de los Estados Unidos como buque alojamiento hasta 1957. Recibía su nombre en honor a la primera consorte del rey Alfonso XII, la Reina María de las Mercedes de Orleans.

## Historial

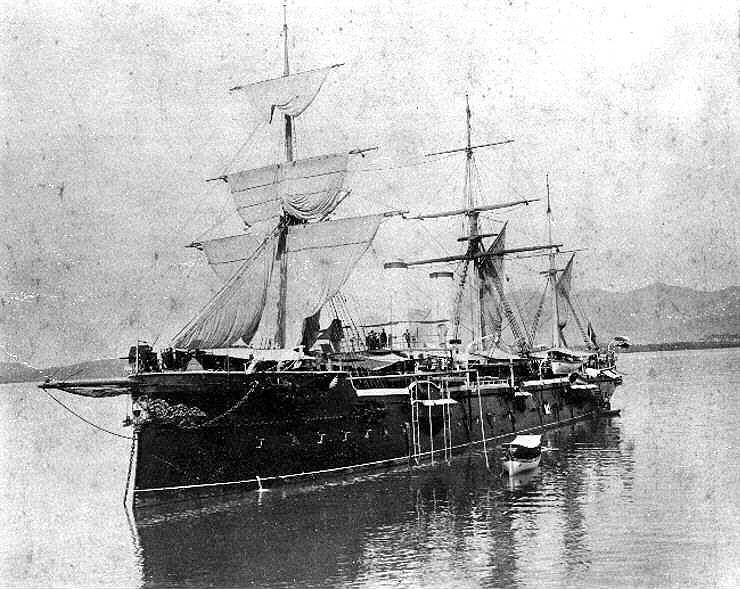
El crucero Reina Mercedes antes de 1898.

El Reina Mercedes fue construido en el Arsenal Naval de Cartagena y botado en septiembre de 1887. Con un armamento principal compuesto por seis cañones González-Hontoria de 160 mm, montados lateralmente, y cinco tubos lanzatorpedos fijos de 356 mm, este buque formaba parte de la clase de cruceros Clase Reina Cristina. Al igual que sus dos gemelos (Reina Cristina y Alfonso XII), sufrió grandes retrasos en su construcción, debido a la falta de materiales, además, los tres buques tuvieron constantes problemas en sus calderas.
En 1893 fue destinado de estación a Santiago de Cuba como integrante de la escuadra de instrucción, donde sirvió inicialmente, y en 1895, fue designado como buque insignia de las fuerzas navales españolas en Cuba.

### Guerra Hispano-Estadounidense
En 1898, aunque estaba integrado en la flota española, el mal estado de sus calderas, debido a la falta de mantenimiento, le impedía navegar, por lo que fue destinado como defensa fija a la entrada de la bahía de Santiago de Cuba. Cuatro de sus cañones González-Hontoria de 160 mm fueron desembarcados para artillar la batería alta de Socapa, que equipaba piezas de avancarga de más de 300 años de antigüedad.
Comenzadas las acciones bélicas contra la bahía de Santiago de Cuba, los estadounidenses trazaron planes para encerrar a los buques españoles a la espera de un desenlace favorable en los combates terrestres, que permitiese capturar intacta toda la escuadra española. Así, la noche del 2 al 3 de junio, intentaron bloquear la entrada a la bahía de Santiago hundiendo en ella el barco de vapor USS Merrimac, que fue avistado por el Reina Mercedes y el Plutón, que lograron hundirlo antes de que bloquease el canal.
El 6 de junio, fue atacado con artillería, recibiendo 35 impactos directos.

### Bloqueo del puerto

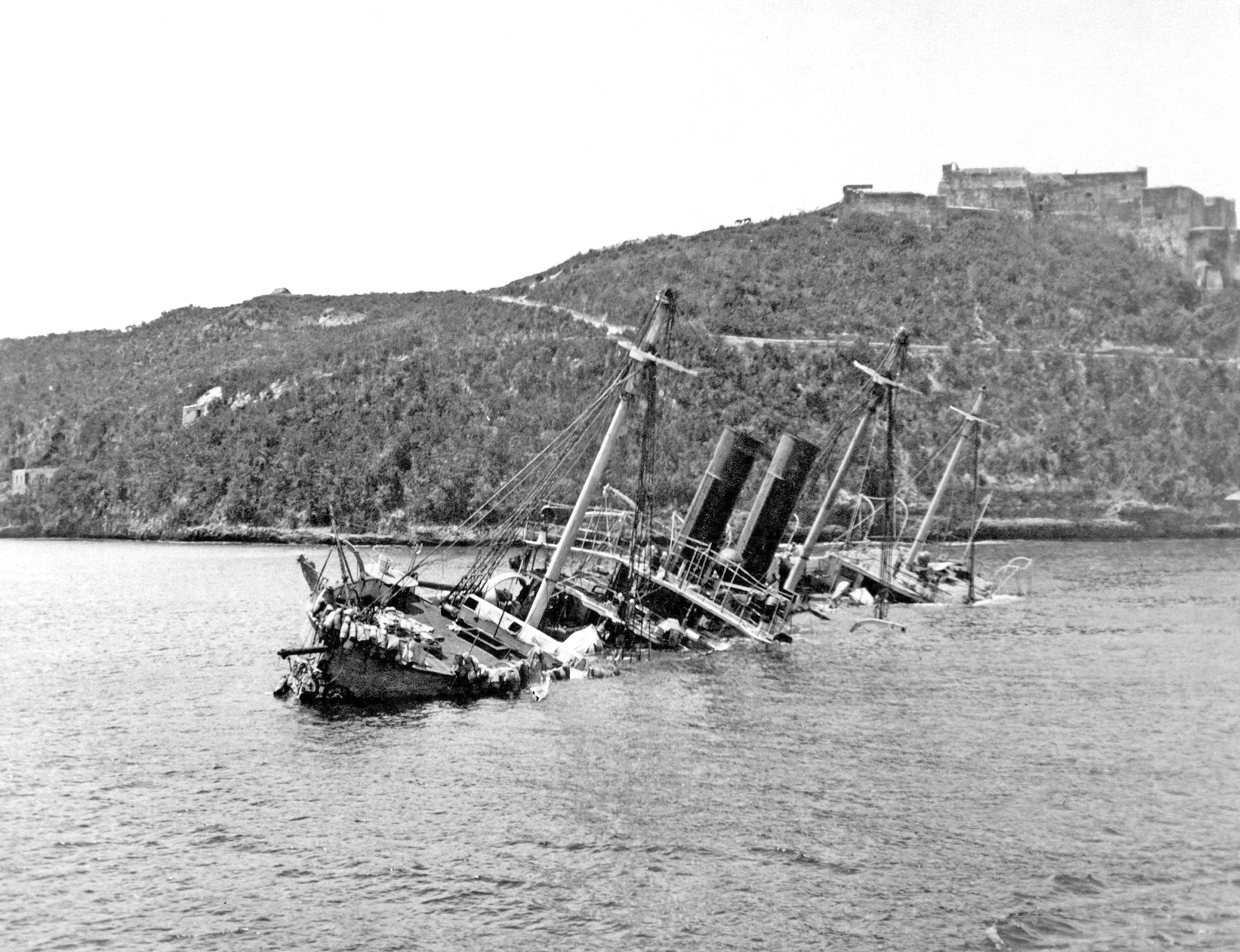
El crucero Reina Mercedes hundido por su propia tripulación en Santiago de Cuba para bloquear el acceso al puerto.

A principios de julio de 1898, las fuerzas del Ejército de Estados Unidos que avanzaban por tierra parecían estar a punto de capturar Santiago de Cuba, lo que llevó al almirante Cervera  a ordenar a su escuadrón que intentara escapar ejecutando el bloqueo. El Reina Mercedes no podría seguir al resto de la flota española por problemas con las calderas. Se decidió que la mayoría de sus cañones se colocarían en tierra para ayudar en la defensa de Santiago de Cuba y que se hundiría en el canal de entrada para evitar su captura y mejorar las defensas del puerto impidiendo el ingreso de barcos estadounidenses.
El 3 de julio de 1898, el escuadrón de Cervera intentó escapar y fue completamente destruido en la Batalla de Santiago de Cuba. Aproximadamente a las 20.00 horas del 4 de julio de 1898, el Reina Mercedes, ya sin la mayoría de su armamento, soltó sus amarras y se dirigió al canal. Justo antes de la medianoche, el acorazado USS Massachusetts le vio y, junto con el acorazado USS Texas, abrió fuego. Aunque el Reina Mercedes recibió muchos impactos, su tripulación de hundimiento mantuvo su rumbo, echó el ancla y detonó sus cargas de hundimiento, pero el Reina Mercedes se desvió hacia el borde este del canal antes de hundirse, cayendo en una ubicación que no pudo bloquear el canal.

### Captura por la Armada estadounidense

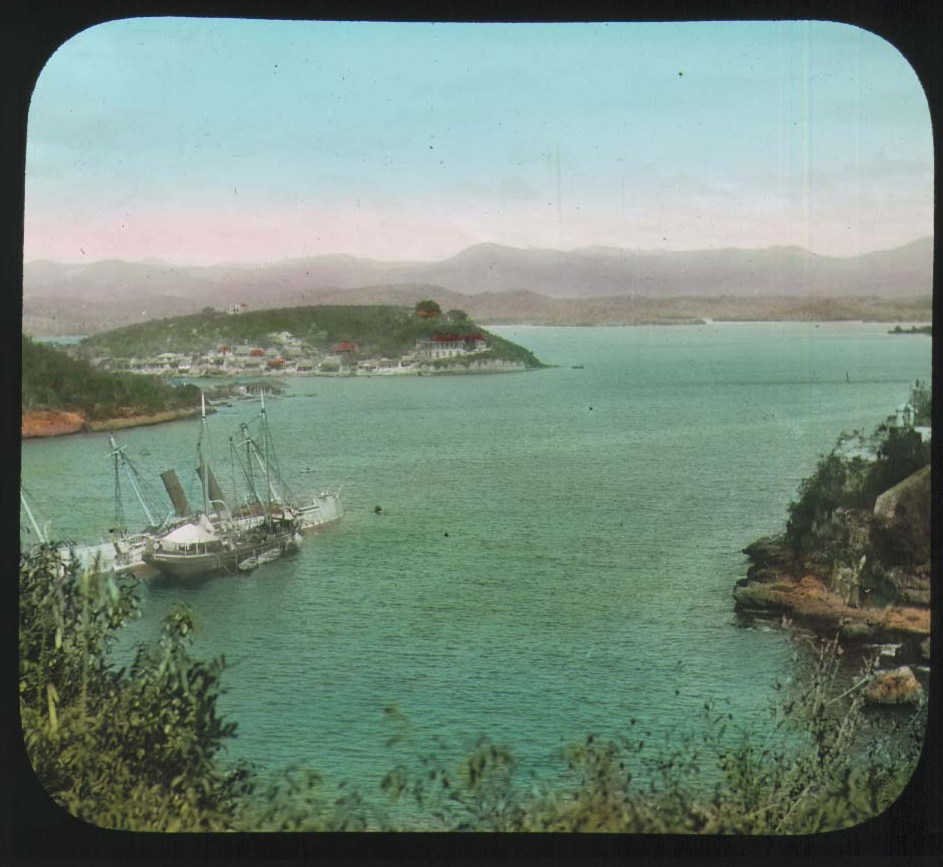
Imagen coloreada del naufragio del Reina Mercedes en 1899 cuando la armada estadounidense trabajaba para reflotarlo.

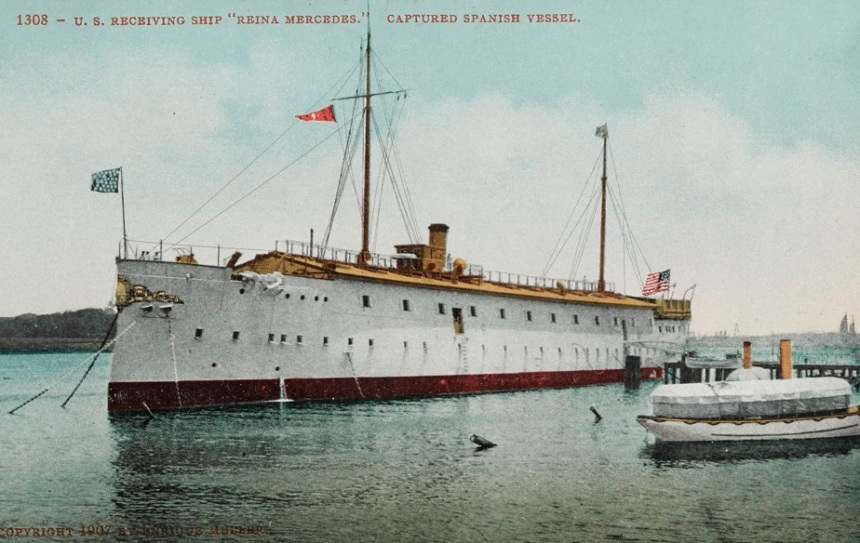
El USS Reina Mercedes en 1907.

El Reina Mercedes, fue capturado el 17 de julio cuando los defensores de Santiago de Cuba se rindieron, tras lo cual fue reflotado por la  Armada de Estados Unidos entre el 2 de enero y el 1 de marzo de 1899, y remolcado hasta el Astillero Naval de Norfolk (Virginia), y luego al Astillero Naval de Portsmouth, en Kittery (Maine) adonde llegó el 25 de agosto de 1900, para su reparación. 
Fue transformado en un pontón, sin propulsión, y en 1905 fue destinado a Newport (Rhode Island). En 1912 volvió a los Astilleros Navales de Norfolk, para su transformación en buque alojamiento estacionario, destinado a Annápolis, donde sirvió como buque de alojamiento de los cadetes con la designación IX-25.
Volvió a enarbolar la bandera española en 1920 en un gesto de amistad durante la visita del acorazado Alfonso XIII a Annápolis.

### Final
En 1954 el entonces recién nombrado embajador de España en Estados Unidos, José María de Areilza, se enteró de la existencia de este buque. Inició gestiones para que fuera devuelto a España pero no lo consiguió aunque sí logró que lo dieran de baja. Era la época de la Guerra Fría y la España de Franco iba ganando cada vez más importancia para el gobierno estadounidense en su lucha contra el comunismo, llegando a firmar los pactos de Madrid de 1953. Finalmente, Areilza llegó a recabar apoyos de la propia Marina de los EE. UU. y consiguió que el presidente estadounidense Eisenhower ordenara el desguace del buque en 1957. Se devolvió a España la campana de guardias. Fue dado de baja en una ceremonia a la que asistió el embajador Areilza y fue desguazado en Boston Metals Co., de Baltimore.